# Pruvotina impexa
Pruvotina impexa is een Solenogastressoort uit de familie van de Pruvotinidae. De wetenschappelijke naam van de soort is voor het eerst geldig gepubliceerd in 1890 door Pruvot.